# Chalinolobus morio
Chalinolobus morio là một loài động vật có vú trong họ Dơi muỗi, bộ Dơi. Loài này được Gray mô tả năm 1841.